# Lepthyphantes emarginatus
Lepthyphantes emarginatus là một loài nhện trong họ Linyphiidae.
Loài này thuộc chi Lepthyphantes. Lepthyphantes emarginatus được Jean-Louis Fage miêu tả năm 1931.